# 나베현
나베현(Nhà Bè / 茹𦨭)은 베트남 최대의 도시 호치민시의 교외 지역이다. 2010년 현재, 현의 면적은 100km2이고 인구는 103,793명이다.

## 지리
나베현은 북쪽으로 7군, 남쪽으로 롱안성, 북동쪽으로 동나이성, 남동쪽에서 껀저현, 서쪽으로 빈짜인현과 국경을 접하고 있다. 동해에서 사이공에 이르는 바다의 동쪽에 위치하며, 나베의 서쪽, 메콩 델타에서 호치민까지 수로 연결하는 케이 운하가 있다. 하천 시스템은 수로 운송 망의 확장과 항구에서 대규모 톤량 선박을 수용할 수 있는 심해 항 건설 조건을 촉진하고 있다. 그리하여 호의적인 자연 조건과 풍부한 인적 자원을 가진 나베는 중요한 경제적 역할을 하고 있다. 또한 나베는 전략적으로도 중요한 위치로 간주된다.

## 행정구역
나베현에는 나베읍과 6개의 코뮌이 있다.
- 히엡프억 (Hiệp Phước / 協福)
- 푸쑤언 (Phú Xuân / 富春)
- 롱터이 (Long Thới / 隆泰)
- 프억끼엔 (Phước Kiển / 福蹇)
- 년득 (Nhơn Đức / 仁德)
- 프억록 (Phước Lộc / 福祿)